# Timo Bernhard
Pour les articles homonymes, voir Bernhard.
Timo Bernhard est un pilote automobile allemand né le 24 février 1981 à Hombourg (Sarre). Il est sacré champion du monde d'endurance en 2015. En 2017, il remporte les 24 Heures du Mans sur une Porsche 919 Hybrid en compagnie de Brendon Hartley et Earl Bamber, et est ensuite de nouveau sacré champion du monde d'endurance. Le 29 juin 2018 Timo Bernhard au volant de la Porsche 919 Hybrid Evo, établit un nouveau record du tour complet de la Nordschleife, avec un temps de 5:19.546, battant l'ancien record de Stefan Bellof.

## Carrière automobile

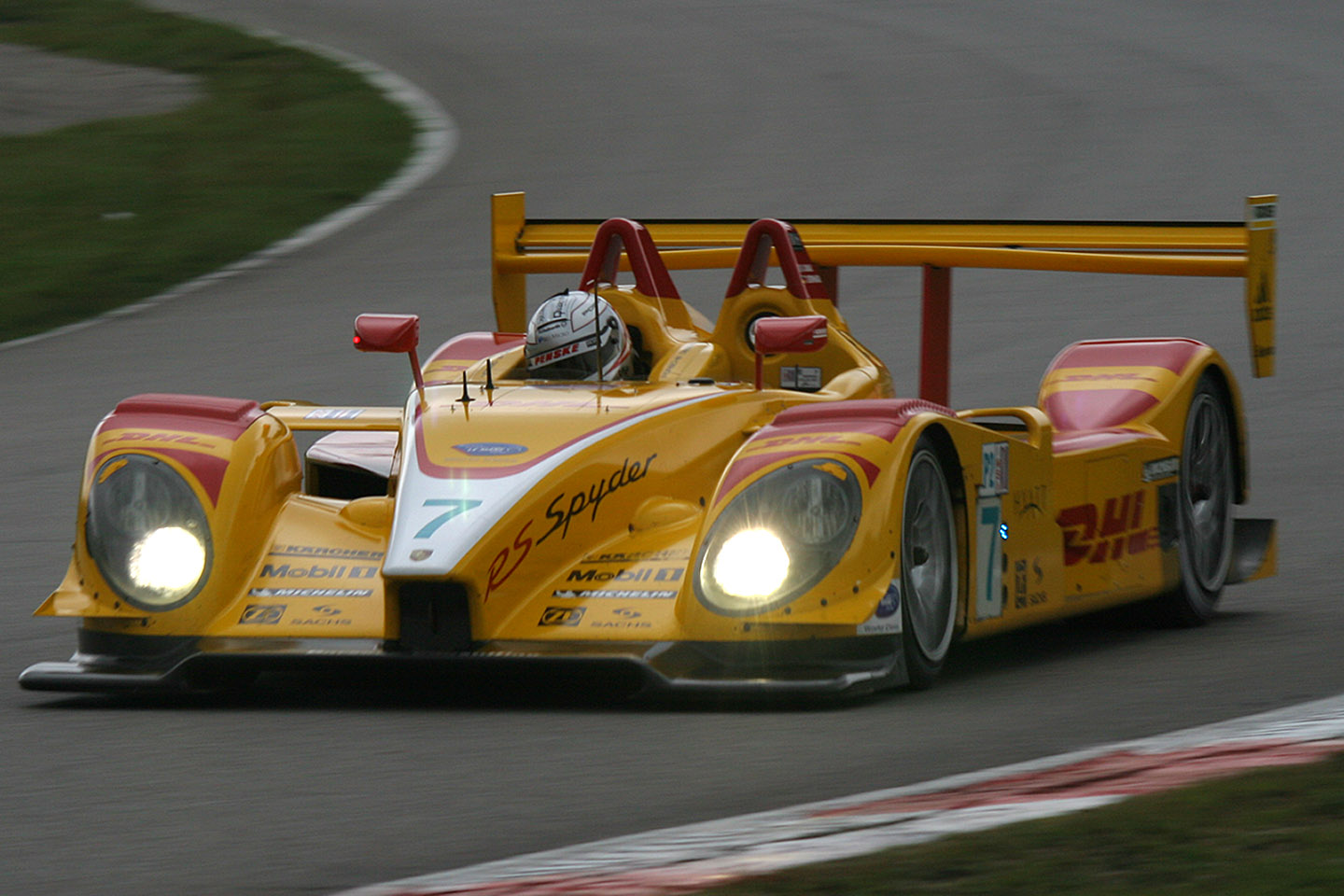
Timo Bernhard sur la Porsche RS Spyder du Penske Motorsport.

- 1995 : Champion d'Allemagne junior de karting
- 1998 : Formule Ford Allemagne, 6e
- 1999 : Formule Ford Allemagne, 3e
  - Porsche Carrera Cup Allemagne, 12e
- 2000 : Porsche Carrera Cup Allemagne, 3e
- 2001 : Porsche Carrera Cup Allemagne, champion
- 2002 : Porsche Supercup, 3e
  - 24 Heures du Nürburgring, 1er
  - 24 Heures du Mans GT1, 1er
- 2003 : 24 Heures de Daytona, vainqueur
  - 24 Heures du Mans GT1, 5e
- 2004 : ALMS GT, champion
  - 24 Heures du Nürburgring, 3e
- 2005 : ALMS GT, 3e
  - 24 Heures du Mans GT2, 2e
- 2006 : ALMS LMP2, 3e
- 2007 : ALMS LMP2, champion
  - 24 Heures du Nürburgring, 1er
- 2008 : ALMS LMP2, champion
  - 12 Heures de Sebring, 1er
  - 24 Heures du Nürburgring, 1er
- 2009 : Grand-Am, 4e
  - 24 Heures du Nürburgring, 1er
- 2010 : 24 Heures du Mans, 1er
- 2011 : 24 Heures du Nürburgring, 1er
- 10 succès en VLN Langstreckenmeisterschaft Nürburgring
- 2017 :
  - Vainqueur des 24 heures du Mans avec Earl Bamber et Brendon Hartley sur Porsche 919 Hybrid